# García Galíndez
García Galíndez el Malo (m. 833) fue conde de Aragón (820-833). Las pocas noticias sobre su vida, recogidas por historiadores posteriores, se encuentran en el Códice de Roda.

## Biografía
Hijo de Galindo Velasco o Belascotenes y de Faquilo, fue hermano de Velasco el Gascón.
Se casó con Matrona Aznárez, hija de Aznar I Galíndez, conde de Aragón. Debido a una disputa familiar mató a su cuñado Céntulo y repudió a Matrona para casarse con una hija, de nombre desconocido, de Íñigo Arista, rey de Pamplona.  Según la tradición, la causa fue que Céntulo y su hermano Galindo I Aznárez le gastaron una broma encerrándolo en un hórreo la noche de San Juan.
Fue el padre de Galindo Garcés, su heredero, aunque el Códice de Roda no especifica si fue hijo de Matrona o de la hija de Íñigo Arista, así como de Velasco Garcés, Iñigo Garcés y Quixilo Garcés, también de madre desconocida.
Su suegro Íñigo Arista, monarca pamplonés, le proporcionó un pequeño ejército con el que depuso a Aznar I Galíndez y tomó el gobierno del condado de Aragón en 820. En ese mismo año se rebeló contra el poder carolingio uniendo sus fuerzas con las de su suegro. En 824 apoyó a Íñigo Arista contra una expedición franca en Navarra ordenada por Luis el Piadoso y comandada por los condes Eblo y Aznar. Con la ayuda de Musa ibn Musa, de la familia de los Banu Qasi, los francos fueron derrotados en la segunda batalla de Roncesvalles.